# Bezwaarprocedure (Belgische belastingen)
De bezwaarprocedure in een belastingcontext is in België een administratieve procedure die wordt doorlopen wanneer een belastingschuldige een bezwaarschrift indient tegen een belasting die ten aanzien van hem werd gevestigd.
De bezwaarprocedure wordt in verschillende wetsartikelen geregeld naargelang de belasting waarover het precies gaat. Deze procedures lopen in grote lijnen gelijk, al kunnen er belangrijke verschillen bestaan.

## Inkomstenbelastingen
De bezwaarprocedure in de inkomstenbelastingen wordt geregeld van artikel 366 tot artikel 375 van het Wetboek van de Inkomstenbelastingen 1992 (WIB92).
De belastingschuldige kan tegen een ten aanzien van hem gevestigde belastingaanslag schriftelijk bezwaar indienen bij de adviseur-generaal in wiens ambtgebied de aanslag werd gevestigd.

### Geldigheidsvoorwaarden
Zodat een bezwaar ontvankelijk/geldig is, moet het bezwaar:
1. schriftelijk zijn gebeurd;
2. gemotiveerd zijn (minstens één grief/argument bevatten);
3. ingediend zijn door een bevoegde persoon, dus door de belastingschuldige;
4. ingediend zijn binnen de wettelijke bezwaartermijn van 1 jaar.

Indien het bezwaar niet aan deze voorwaarden voldoet, wordt het bezwaar onontvaneklijk verklaard met andere woorden afgewezen. De indiening van een geldig bezwaarschrift is bovendien een ontvankelijkheidsvoorwaarde voor de latere eventuele vordering voor de rechtbank. Dit wil zeggen dat men geen beroep kan aantekenen tegen de aanslag bij de rechtbank van eerste aanleg indien men niet eerst een geldig bezwaar had ingediend.

#### Schriftelijk
Het bezwaarschrift moet schriftelijk worden ingediend. Het kan bij gewone post, per (tele)fax, via e-mail of via het platform van de FOD Financiën 'MyMinFin' worden ingediend. Indien er zekerheid bestaat over van wie het bezwaarschrift uitgaat, is het niet vereist dat het bezwaarschrift wordt ondertekend.

#### Motivering
De motiveringsplicht van het bezwaarschrift houdt in dat de belastingschuldige argumenten (grieven) moet geven waarom hij het niet eens is met de gevestigde aanslag. Deze argumenten moeten minstens één grief inhouden wat betreft de grondslag, de geldigheid of de berekening van de aanslag. Het is wel zo dat men het oorspronkelijk bezwaarschrift kan uitbreiden met aanvullende bezwaarschriften.

#### Ingediend door een bevoegd persoon
Het is de belastingschuldige die het bezwaar moet indienen. Het begrip "belastingschuldige" is ruimer dan het begrip "belastingplichtige": de belastingplichtige is de persoon op wiens naam de aanslag wordt gevestigd, terwijl de belastingschuldige eenieder is die kan op grond van de belastingwetgeving of bijzondere wetgeving kan worden aangesproken in betaling van een belastingschuld, zelfs indien die belastingschuld werd gevestigd op andermans naam, bv. veroordeelde medeplichtigen aan een fiscaal misdrijf in de inkomstenbelastingen, de erfgenamen van een overleden belastingplichtige enz.
Het bezwaarschrift kan ook worden ingediend door een lasthebber. In dat geval moet hij blijk geven van zijn volmacht. Advocaten moeten geen volmacht bewijzen; zij worden geacht gevolmachtigd te zijn.

#### Termijn van 1 jaar
De termijn om bezwaar aan te tekenen bedraagt, vanaf 1 januari 2023, 1 jaar, te rekenen vanaf de derde werkdag volgend op de datum van verzending van het aanslagbiljet. Deze termijn kan worden verlengd in geval van overmacht. De datum van "indiening" van het bezwaar is de datum waarop het bezwaar toekomt bij de administratie. Wanneer het bezwaarschrift evenwel wordt ingediend via aangetekende brief, geldt de datum van het poststempel op het verzendingsbewijs als datum van indiening, ook al komt het bezwaarschrift zelf later aan bij de administratie.
Een latere kennisgeving van de aanslag doet de bezwaartermijn eveneens lopen voor zover die kennisgeving alle nodige informatie bevat, zoals bijvoorbeeld de instantie waarbij bezwaar moet worden aangetekend, de bezwaartermijn zelf, de verschuldigde belasting en diens grondslag.

##### Bijzondere gevallen
In geval van correlatieve overbelastingen begint de bezwaartermijn te lopen vanaf de derde werkdag volgend op de verzending van het aanslagbiljet dat de overbelasting doet ontstaan, zelfs indien de gewone bezwaartermijn al was verstreken.
Indien het Grondwettelijk Hof een wet vernietigt, begint eveneens een bijzondere aanslagtermijn van 6 maanden te lopen vanaf de publicatie van het vernietigingsarrest in het Belgisch Staatsblad. Enkel tegen op de vernietigde wet gebaseerde aanslagen komen in aanmerking voor bezwaar. Het kan evenwel zijn dat het Grondwettelijk Hof in het vernietigingsarrest de temporele werking van het arrest beperkt, waardoor er géén bijzondere bezwaartermijn loopt.

### Verloop procedure
Na de ontvangst van het bezwaarschrift moet de fiscus een ontvangstbewijs sturen naar de indiener van het bezwaar.
De fiscus heeft dezelfde onderzoeksbevoegdheden als de ambtenaar die de aanslag vestigde, en bovendien wordt de onderzoekstermijn verlengd. Daarbovenop komt dat de fiscus eveneens inlichtingen kan vordering van de bank.
De belastingschuldige heeft recht op inzage en kopies van het administratief dossier. Hij heeft het recht om gehoord te worden. Dit recht moet in het bezwaar zelf worden ingeroepen. De fiscus moet evenwel geen rekening houden met mondelinge argumenten.
De beslissing van de fiscus over het bezwaarschrift moet gemotiveerd zijn en per aangetekende brief worden verzonden aan de indiener. Deze motiveringsplicht moet, indien de fiscus het niet eens is met het bezwaar, inhouden dat de fiscus geen rekening houdt met de argumenten van de indiener en ook de redenen daartoe vermelden. Indien de fiscus geen beslissing neemt binnen  1 jaar (1 jaar en 3 maanden bij een aanslag van ambtswege) na ontvangst van het bezwaar, kan de indiener de zaak aanhangig maken voor de rechtbank. Deze termijnen worden verlengd met 4 maanden indien een beroep werd gedaan op de fiscale bemiddelingsdienst.

## Btw
In de btw bestaat er geen wettelijk geregelde bezwaarprocedure. De belastingplichtige kan rechtstreeks naar de rechter stappen.
Niettemin aanvaardt de fiscale administratie toch dat er een bezwaar kan worden ingediend in de btw.